# 三國直行
三國 直行（みくに なおゆき、1976年6月21日 - ）は、日本の実業家。北海道夕張市出身。
株式会社シーム取締役、リーフラスの執行役員を経て、2014年9月に福岡プロバスケットボールクラブ株式会社（ライジング福岡）代表取締役社長に就任した。2013年、2014年と二期連続で黒字化を達成した。黒字決算は球団創設以来初めてのことであった。
2015年7月にはリーフラス代表取締役の伊藤清隆より、ライジング福岡のオーナー権を譲り受け、新オーナーに就任したことを発表した。これにより球団代表とオーナーの二役をこなすことになった。
2015年11月、ライジング福岡の新オーナーに株式会社セントベーネ社長の吉井盛治が就任し、球団代表のみを継続することになった。
2016年7月、ライジング福岡はチーム名を「ライジングゼファーフクオカ」に変更し、三國は専務執行役員に就いた。